# Multiplexer

Schematisk över en 2-till-1 multiplexer. Den kan likställas med en kontrollerad strömbrytare.

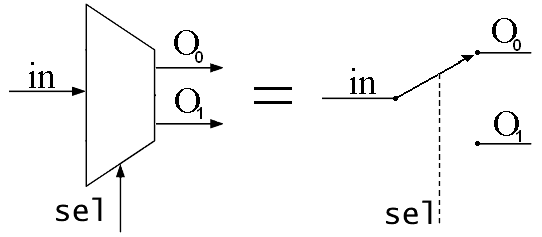
Schematisk över en 1-till-2-demultiplexerare. Liksom en multiplexer kan den likställas med en kontrollerad strömbrytare.

Multiplexer (kortform mux och benämns ibland multiplexor) är en enhet eller teknik som används för att låta flera användare eller processer dela på samma resurs, som till exempel en kommunikationskanal eller en databuss. I elektriska kretsar är multiplexer vanligen använd för att kunna läsa av flera analoga signaler med en enda ADC. Valet styrs av en separat uppsättning digitala ingångar som kallas urvalslinjer. En multiplexer av {\displaystyle 2^{n}} ingångar har {\displaystyle n} linjer, som används för att välja vilken ingångsrad som ska skickas till utgången. Multiplexer kan också användas för att implementera booleska funktioner för flera variabler.
Omvänt är en demultiplexer (eller demux) en enhet som tar en enda insignal och selektivt vidarebefordrar den till en av flera utgångslinjer. En multiplexer används ofta med en komplementär demultiplexer på den mottagande änden.
En elektronisk multiplexer kan betraktas som en omkopplare med flera ingångar, enkelutgångar, och en demultiplexer som en omkopplare med flera ingångar och flera utgångar. Den schematiska symbolen för en multiplexer är en likbent trapets med den längre parallella sidan som innehåller ingångsstiften och den korta parallella sidan innehåller utgångsstiftet. Schemat till höger visar en 2-till-1 multiplexer till vänster och en motsvarande omkopplare till höger.  {\displaystyle sel} tråd ansluter önskad ingång till utgången.

## Tillämpning
Multiplexer är en del av datorsystem för att välja data från en specifik källa, vare sig det är ett minneschip eller en kringutrustning. En dator använder multiplexorer för att styra data- och adressbussarna, vilket gör att processorn kan välja data från flera datakällor. 

Den grundläggande funktionen hos en multiplexer: att kombinera flera ingångar till en enda dataström. På den mottagande sidan delar en demultiplexer den enda dataströmmen i de ursprungliga multipla signalerna.

I digital kommunikation tillåter multiplexorer flera anslutningar över en enda kanal genom att ansluta multiplexorns enda utgång till demultiplexerns enda ingång (Time-Division Multiplexing). Bilden till höger visar denna fördel. I detta fall är kostnaden för att implementera separata kanaler för varje datakälla högre än kostnaden och besväret med att tillhandahålla multiplexerings-/demultiplexeringsfunktionerna.
Vid den mottagande änden av datalänken krävs vanligtvis en komplementär demultiplexer för att bryta den enda dataströmmen tillbaka till de ursprungliga strömmarna. I vissa fall kan fjärrändsystemet ha en större funktionalitet än en enkel demultiplexer och även om demultiplexeringen fortfarande sker tekniskt, kanske den aldrig implementeras diskret. Detta skulle vara fallet när, till exempel, en multiplexer betjänar ett antal IP-nätverksanvändare och matas sedan direkt in i en router, som omedelbart läser in hela länkens innehåll i dess routingprocessor och gör demultiplexeringen i minnet varifrån den kommer att konverteras direkt till IP-sektioner.
Ofta kombineras en multiplexer och demultiplexer till en enda utrustning, som helt enkelt kallas en multiplexer. Båda kretselementen behövs i båda ändarna av en överföringslänk eftersom de flesta kommunikationssystem sänder i båda riktningarna.
I analog kretskonstruktion är en multiplexer en speciell typ av analog switch som ansluter en signal vald från flera ingångar till en enda utgång.

## Digitala multiplexorer
I digital kretsdesign är väljarledningarna av digitalt värde. I fallet med en 2-till-1 multiplexer, skulle ett logiskt värde på 0 ansluta {\displaystyle I_{0}} till utgången medan ett logiskt värde på 1 skulle ansluta {\displaystyle I_{1}} till utgången. I större multiplexorer är antalet väljarstift lika med {\displaystyle \left\lceil \log _{2}(n)\right\rceil } där {\displaystyle n} är antalet ingångar.
Till exempel skulle 9 till 16 ingångar kräva inte mindre än 4 väljarstift och 17 till 32 ingångar skulle kräva inte mindre än 5 väljarstift. Det binära värdet uttryckt på dessa väljarstift bestämmer det valda ingångsstiftet.
En 2-till-1 multiplexer har en Boolesk ekvation där {\displaystyle A} och {\displaystyle B} är de två ingångarna, {\displaystyle S_{0}} är väljaringånen, och {\displaystyle Z} är utgången:
{\displaystyle Z=(A\wedge \neg S_{0})\vee (B\wedge S_{0})}  eller
{\displaystyle Z=(A\cdot {\overline {S_{0}}})+(B\cdot S_{0})}

A 2-to-1 mux

Vilket kan uttryckas som en sanningstabell:
| {\displaystyle S_{0}} | {\displaystyle A} | {\displaystyle B} | {\displaystyle Z} |
| --------------------- | ----------------- | ----------------- | ----------------- |
| 0                     | 0                 | 0                 | 0                 |
| 0                     | 0                 | 1                 | 0                 |
| 0                     | 1                 | 0                 | 1                 |
| 0                     | 1                 | 1                 | 1                 |
| 1                     | 0                 | 0                 | 0                 |
| 1                     | 0                 | 1                 | 1                 |
| 1                     | 1                 | 0                 | 0                 |
| 1                     | 1                 | 1                 | 1                 |

Eller, i enklare notation:
| {\displaystyle S_{0}} | {\displaystyle Z} |
| --------------------- | ----------------- |
| 0                     | A                 |
| 1                     | B                 |

Dessa tabeller visar att när {\displaystyle S_{0}=0} blir {\displaystyle Z=A} men när {\displaystyle S_{0}=1} blir {\displaystyle Z=B}. En enkel realisering av denna 2-till-1-multiplexer skulle behöva 2 AND-grindar, en OR-grind och en NOT-grind. Även om detta är matematiskt korrekt, skulle en direktväljarstift fysisk tillämpning vara benägen till tävlingsförhållanden som kräver ytterligare grindar att undertrycka.
Större multiplexorer är också vanliga och kräver, som nämnts ovan, {\displaystyle \left\lceil \log _{2}(n)\right\rceil }väljarstift för {\displaystyle n} ingångar. Andra vanliga storlekar är 4-till-1, 8-till-1 och 16-till-1. Eftersom digital logik använder binära värden, används potenserna 2 (4, 8, 16) för att maximalt styra ett antal ingångar för det givna antalet väljaringångar. 

4-tjll-1 mux
8-till-1 mux
16-till-1 mux

Den booleska ekvationen för en 4-till-1 multiplexer är: 
{\displaystyle Z=(A\wedge \neg {S_{1}}\wedge \neg S_{0})\vee (B\wedge \neg S_{1}\wedge S_{0})\vee (C\wedge S_{1}\wedge \neg S_{0})\vee (D\wedge S_{1}\wedge S_{0})}  eller
{\displaystyle Z=(A\cdot {\overline {S_{1}}}\cdot {\overline {S_{0}}})+(B\cdot {\overline {S_{1}}}.S_{0})+(C\cdot S_{1}\cdot {\overline {S_{0}}})+(D\cdot S_{1}\cdot S_{0})}
Vilket kan uttryckas som en sanningstabell:
| {\displaystyle S_{1}} | {\displaystyle S_{0}} | {\displaystyle Z} |
| --------------------- | --------------------- | ----------------- |
| 0                     | 0                     | A                 |
| 0                     | 1                     | B                 |
| 1                     | 0                     | C                 |
| 1                     | 1                     | D                 |

Följande 4-till-1-multiplexer är konstruerad av 3-tillståndsbuffertar och AND-grindar (AND-grindarna fungerar som avkodare):

En 4:1 MUX-krets som använder 3 ingångar AND och andra grindar

Prenumerationerna på {\displaystyle I_{n}}-ingångar anger decimalvärdet för de binära styringångarna vid vilka den ingången släpps igenom.

### Kedjemultiplexer och mux-träd
Större multiplexorer kan konstrueras genom att använda mindre multiplexorer genom att kedja ihop dem i vad som kallas "mux-träd". Till exempel kan en 8:1 multiplexor göras med två 4:1 och en 2:1 multiplexor. De två 4:1-multiplexerutgångarna matas in i 2:1 med väljarstiften på 4:1-enheterna parallella vilket ger ett totalt antal väljaringångar till 3, vilket motsvarar 8:1. 

## Digitala demultiplexorer
Demultiplexorer tar en dataingång och ett antal urvalsingångar, och de har flera utgångar. De vidarebefordrar datainmatningen till en av utgångarna beroende på värdena för urvalsingångarna. Demultiplexorer är ibland bekväma för att utforma logik för allmänna ändamål eftersom om demultiplexerns indata alltid är sann, fungerar demultiplexern som en binär avkodare. Detta betyder att vilken funktion som helst av urvalsbitarna kan konstrueras genom att logiskt OR-ställa den korrekta uppsättningen av utgångar.
Om X är ingången och S är väljaren och A och B är utgångarna: 

Exempel: En enbits 1-till-4-linjedemultiplexerare

{\displaystyle A=(X\wedge \neg S)}
{\displaystyle B=(X\wedge S)}

## Dubbelriktade multiplexorer
Dubbelriktade multiplexorer är byggda med hjälp av analoga omkopplare eller överföringsgrindar som styrs av utvalda stift. Detta gör att rollerna för ingång och utgång kan bytas så att en dubbelriktad multiplexer kan fungera både som en demultiplexer och multiplexer.

## Multiplexer som PLD
Multiplexer kan också användas som programmerbara logiska enheter för att implementera booleska funktioner. Vilken boolesk funktion som helst med n variabler och ett resultat kan implementeras med en multiplexer med n väljaringångar. Variablerna kopplas till väljaringångarna och funktionsresultatet, 0 eller 1, för varje möjlig kombination av väljaringångar kopplas till motsvarande dataingång. Om en av variablerna (till exempel D ) också är tillgänglig inverterad, räcker det med en multiplexer med n-1 väljaringångar. Dataingångarna är anslutna till 0, 1, D, eller ~D, beroende på önskad utgång för varje kombination av väljaringångar.

## Okonventionell användning av multiplexorer för aritmetik
Multiplexer har funnit tillämpning i okonventionell stokastisk beräkning (SC), särskilt för att underlätta aritmetisk addition. I detta paradigm representeras data som en sannolikhetsbitström där antalet '1'-bitar anger storleken på ett värde. Således kan funktionen hos en 2-till-1-multiplexer uttryckas som en sannolikhetsfunktion betecknad som:
{\displaystyle y=P(a)\times P(1-s)+P(b)\times P(s)}
där a och b är den ingående bitströmmen och s är den valda ingången. Genom att använda valingången = 0,5 ger: 
{\displaystyle y={\frac {P(a)+P(b)}{2}}}
Även om detta tillvägagångssätt inte ger exakt addition utan snarare skalad addition, anses det vara acceptabelt i de flesta SC-studier. Multiplexorer används i stor utsträckning för uppgifter som genomsnittlig addition, genomsnittlig pooling och medianfiltrering inom SC-kretsar. Mer sofistikerade tillämpningar av multiplexorer är dessutom att fungera som Bernsteins polynomfunktionsgenerator, som kan producera godtyckliga matematiska funktioner inom SC-domänen. Ny forskning har också visat att kombinationer av multiplexorer kan underlätta storskalig multiplicera-ackumulering, vilket visar genomförbarheten i att accelerera konvoluta neurala nätverk på Field-programmable gate arrays.